# Heiploeg

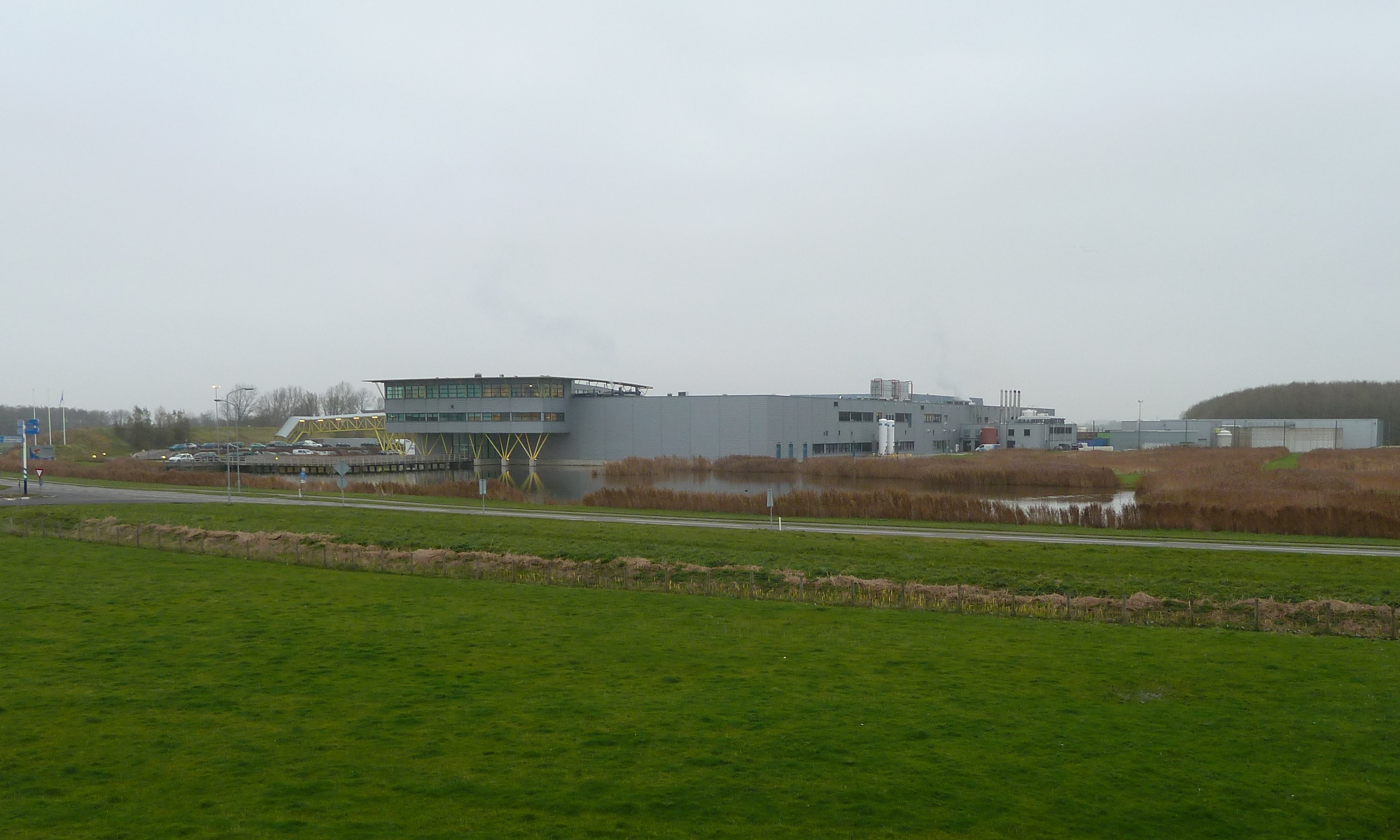
Gebouw van Heiploeg in Zoutkamp

Heiploeg is een garnalenverwerkingsbedrijf met haar hoofdkantoor in het Nederlandse dorp Zoutkamp. Het is de grootste garnalenverwerker van Europa met een jaaromzet van ongeveer 300 miljoen euro. Eind 2013 kreeg Heiploeg een boete van ruim 27 miljoen euro vanwege kartelafspraken. Dit kon de onderneming niet betalen en op 28 januari 2014 werd voor Heiploeg faillissement aangevraagd. Een deel van het bedrijf maakt een doorstart als onderdeel van het Katwijkse visverwerkingsbedrijf Parlevliet & Van der Plas.

## Geschiedenis
Heiploeg is ontstaan uit de firma's Heidema (vismeel, veevoedergarnalen en scheepsbevoorrading) en Van der Ploeg (bodedienst), waarvan een of allebei ontstond in 1900. Na de Tweede Wereldoorlog gingen beide steeds meer samenwerken en in 1950 besloten ze samen te gaan, vanaf de jaren 1970 onder de naam Heiploeg. De naam Heidema en Van der Ploeg NV vond men te lang om in de mond te nemen. Vanouds had het dorp Zoutkamp een grote vloot van garnalenboten, die echter na 1969, door de afsluiting van de Lauwerszee verhuisde naar de haven van Lauwersoog. Begin jaren 1980 werden de verschillende bedrijfsgebouwen vervangen door een fabriek in het dorp. Deze werd echter door de groei en overnames van andere gerelateerde bedrijven te klein en na een brand in 1994, stonden de eigenaren voor de keuze om te verkassen naar bijvoorbeeld Bergen op Zoom of Rotterdam, maar besloten vanwege hun afkomst in Zoutkamp te blijven. Vanwege de hinderwet kon het bedrijf echter niet op dezelfde plaats herbouwd worden en daarom werd voor 85 miljoen gulden een nieuwe moderne fabriek aan de rand van het dorp gebouwd in de vorm van een schip (ontwerp door architect Jan Timmer uit Scheemda), waar in 1998 eerst de afdeling Ontdooien en in 1999 alle overige afdelingen in werden gehuisvest. Deze fabriek bleek al snel te klein om de aanhoudende groei op te vangen, waarop later een aantal uitbreidingen werden gepleegd.
Vroeger werden de Noordzeegarnalen thuis gepeld door huisvrouwen in Zoutkamp. Na het thuispelverbod van 1990 door minister Braks verschoof dit naar Midden- en Oost-Europese landen zoals Polen, de Baltische staten, Rusland en Oekraïne. Later werden alle pelactiviteiten overgeheveld naar Marokko, waar het concern 3 fabrieken heeft. Ongepelde garnalen worden daarvoor vanuit Zoutkamp naar Spanje gereden, waar ze worden overgeladen in boten naar Marokko. Gepelde garnalen worden terugvervoerd naar Zoutkamp, waar de laatste bewerkingen plaatsvinden. Hiervoor werd eind jaren 1990 een eigen transportonderneming opgericht (Heitrans) met een eigen wagenpark, maar de laatste jaren wordt steeds meer overgeschakeld op (goedkoper) chartertransport.
In 2019 maakte Heiploeg bekend een extra hal te zullen bouwen in Zoutkamp voor het machinaal verpakken van garnalen. De kosten bedragen enkele tientallen miljoenen euro.

## Concernstructuur

### Activiteiten
De bedrijfsactiviteiten zijn gecentreerd in de Heiploeg Groep, waaronder de fabriek in Zoutkamp, een visfabriek in de haven van Lauwersoog, het transportbedrijf Heitrans, het Duitse Heiploeg Deutschland GmbH (FGT; in Husum), het Duitse Büsumer Fischerei-Gesellschaft mbH & Co. KG (Wöhrden), het Deense Dansk Heiploeg A/S (Rømø), het Belgische Morubel NV (Oostende) en het Marokkaanse TK Fish (Tétouan) behoren. Heiploeg heeft ook verschillende locaties in verschillende landen (onder andere België, Suriname en Guyana), die toe moeten zien op het vervoer en kwaliteit van de garnalen die over de hele wereld worden gevangen (voornamelijk in de Noordzee en Zuidoost-Azië). Het bedrijf had eerder ook een kokkelfabriek in Yerseke, die vanwege het verbod op kokkelvisserij in Nederland echter is verkocht. Sinds 2008 draaien voor Heiploeg onder de merknaam 'Heidema en Van der Ploeg anno 1900' in Lauwersoog een tiental machines die garnalen machinaal pellen, als eerste ter wereld. De vestiging Goldfish BV (Volendam) werd in 2010 gesloten in verband met de centralisering van de productie in Zoutkamp.

### Eigendom
Lange tijd was Heiploeg eigendom van de oprichters en hun nazaten (o.a. Matthijs van der Ploeg en Henk Nienhuis). In 1988 werd het bedrijf -uit angst om te klein te zijn op de open Europese markt vanaf 1992- verkocht aan het Britse voedingsmiddelenconcern Hazlewood (in 2002 overgenomen door Greencore). Nadat bleek dat het wel meeviel met de markt en de Britten wel wilden verkopen, kochten de oprichters uit Zoutkamp samen met ABN Amro en CVC Venture Capital Partners (dochter van Citibank) het bedrijf weer terug via een managementbuy-out. In 2000 werd het bedrijf echter weer verkocht voor 260 miljoen euro aan de Zwitserse bank UBS Capital, die het begin 2006 weer verkocht aan de Nederlands-Belgische investeringsmaatschappij Gilde Equity Management.
In 2012 verkocht Gilde Investment de aandelen Heiploeg aan de participatiemaatschappijen van een aantal banken, waaronder Rabobank, ABN AMRO en Friesland Bank. Tegelijkertijd werd de financiële positie van Heiploeg versterkt door een herfinanciering van 157 miljoen euro en door het uitgeven van 30 miljoen euro aan nieuwe aandelen. Heiploeg behaalde in het boekjaar 2011/2012 een omzet van 280 miljoen euro. Gilde wilde van Heiploeg af omdat het bedrijf drie jaar achter elkaar verlies had geleden.
Op 28 januari 2014 sprak de rechtbank Noord-Nederland het faillissement uit van alle Nederlandse besloten vennootschappen die behoorden tot de Heiploeg Group. Heiploeg moest voor 28 januari de boete betalen vanwege kartelafspraken en had daarnaast een schuld van 130 miljoen euro aan een bankenconsortium. Voor de boete werd op 23 januari 2014 een verzoek tot nietigverklaring ingediend bij het Gerecht van Eerste Aanleg van de Europese Unie in Luxemburg, maar ondanks zo'n verzoek moet de boete toch worden betaald. In december besloten de curatoren een koper te zoeken en drie partijen brachten een bod uit, waarbij uiteindelijk zaken werden gedaan met Parlevliet & Van der Plas. De Katwijkse rederij nam Heiploeg over en gaf het bedrijf een doorstart in afgeslankte vorm onder de naam Heiploeg International BV, waarbij de werkgelegenheid van circa 300 mensen in Groningen behouden bleef. Een aantal dochterondernemingen werd buiten het faillissement gehouden waaronder Morubel, Nauta Novia en dochterondernemingen in Zuid-Amerika, TK Fish, Heiploeg Sea food in India en Dansk Heiploeg in Denemarken. Deze ondernemingen hadden bij elkaar 2800 mensen in dienst.
De doorstart vond plaats via een zogenoemde pre-packprocedure, waarbij het faillissement feitelijk werd voorbereid en de dag erop al een doorstart werd gemaakt, zodat de leveringsverplichtingen aan de afnemers konden worden gegarandeerd. Voor de werknemers betekende dit echter ofwel ontslag of het verplicht inleveren van loon. Door het FNV werd een rechtszaak, die na een aantal rechtszaken in 2022 door het Europees Hof van Justitie werd gevonnist in het voordeel van Heiploeg.

## Kartelboete
In 2003 stelde de Nederlandse Mededingingsautoriteit (NMa) na onderzoek vast dat er sprake was van verboden vangstbeperking- en prijsafspraken voor noordzeegarnalen tussen producentenorganisaties van vissers. De NMa legde toen boetes in de sector op van in totaal circa 6 miljoen euro.
In 2013 kregen de Nederlandse garnalenhandelaars Heiploeg, Klaas Puul en Kok Seafood en het Duitse Stührk een miljoenenboete van de Europese Commissie wegens prijsafspraken. In totaal vorderde Brussel 28,7 miljoen euro van de vier ondernemers, maar Heiploeg kreeg veruit de hoogste boete opgelegd van ruim 27 miljoen euro. Het kartel was zeker 9 jaar actief en Heiploeg was van het begin hierbij betrokken. De bedrijven spraken met elkaar prijzen af en verdeelden de verkoopvolumes van noordzeegarnalen in Nederland, België, Duitsland en Frankrijk. Dit was niet de eerste keer dat de bedrijven werden beboet.
In 2020 werd oud-eigenaar Henk Nienhuis wegens vermeende betrokkenheid bij de prijsafspraken veroordeeld tot ongeveer de helft van de kartelboete (13 miljoen) omdat hij gedurende de helft van deze periode bestuurder was. Hij is hiertegen in beroep gegaan.